# Charles Hobaugh
Charles Hobaugh est un astronaute et colonel américain né le 5 novembre 1961 à Bar Harbor, Maine. Il a participé à trois vols spatiaux.

## Biographie
Après avoir obtenu un bachelor's degree in aerospace engineering de l'Académie navale d'Annapolis, Hobaugh a été sélectionné comme astronaute en 1996.
Il porte le surnom de "Scorch"

## Vols réalisés
- pilote sur le vol STS-104 (lancé le 12 juillet 2001), 10e mission de la navette américaine vers la station spatiale internationale.
- pilote pour la mission STS-118 du 8 août 2007.
- commandant pour la mission STS-129 de novembre 2009.